# Igor Irodov
 (février 2016).
Si vous disposez d'ouvrages ou d'articles de référence ou si vous connaissez des sites web de qualité traitant du thème abordé ici, merci de compléter l'article en donnant les références utiles à sa vérifiabilité et en les liant à la section « Notes et références ».
Igor Evguenievitch Irodov (en russe : Игорь Евгеньевич Иродов), né le 16 novembre 1923 à Mourom et mort le 22 octobre 2002, était un physicien russe.

## Travaux
Il est connu pour son livre traduit en anglais sous le titre de Problems in General Physics (« Problèmes de Physique Générale »). Ses ouvrages sont conseillés dans plusieurs pays pour la préparation des Olympiades Internationales de Physique. Il est aussi l'auteur de Basic laws of electromagnetism et Fundamental laws of mechanics.